# Métamorphoses du papillon
Pour plus de détails, voir Fiche technique et Distribution.

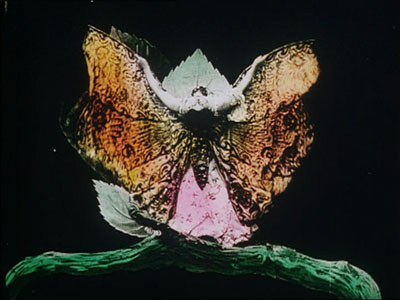
Photogramme peint au pochoir.

Métamorphoses du papillon est un film muet français à trucs réalisé par Gaston Velle, produit par Pathé Frères, sorti en 1904.
Distribué en noir et blanc et dans une version colorisée au pochoir, il est particulièrement remarquable pour cette dernière.

## Fiche technique
- Titre : Métamorphoses du papillon
- Titre anglophone (Royaume-Uni) : A Butterfly's Changes
- Titre anglophone (États-Unis) : Metamorphosis of a Butterfly
- Réalisation : Gaston Velle.
- Photographie, trucages et colorisation : Segundo de Chomón
- Société de production : Pathé Frères
- Société(s) de distribution : Pathé Frères (France), Edison Manufacturing Company (États-Unis)
- Pays d'origine :  France
- Langue : français
- Métrage : 35 mètres
- Genre : Film de fantasy, Film à trucs
- Format : Noir et blanc (colorisation au pochoir) — 35 mm — 1,33:1 — Muet
- Durée : 1 minutes 10
- Numéro de catalogue Pathé : 1065
- Dates de sortie : 
  - États-Unis : 18 juin 1904
  - France : 11 octobre 1904

## À noter
- La colorisation au pochoir a été réalisée dans l'atelier de Segundo de Chomón à Barcelone[1].
- Le catalogue Pathé décrit ainsi les effets spéciaux du film : « Effets d'une grande nouveauté en cinématographie, spécialement dans les couleurs (les ailes de la femme-papillon changent de couleur chaque fois qu'elles s'ouvrent)[1]. »
- Joshua Yumibe décrit ainsi le film : « Une chenille jaune rampe sur une feuille verte posée sur un fond noir. La chenille se transforme en un cocon blanc dont émerge un papillon aux ailes multicolores. Dans le plan suivant les ailes du papillon sont complètement déployées et chatoient de diverses couleurs (orange, bleu-vert, jaune). Puis intervient une nouvelle transformation, le papillon se révèle être une femme vêtue en papillon (son corps entier est désormais visible), qui continue à battre des ailes et à faire des pirouettes. Le fond noir a deux fonctions ici : il masque toutes les éventuels débordements du coloriage (les teintes n'apparaissant pas sur le fond noir) et forme un contraste avec les couleurs changeantes qui semblent sortir de l'écran. La mise en couleur ajoute une profondeur à l'espace, mais sans créer la sensation d'un espace profond dans lequel le spectateur est invité à entrer. L'image colorée semble plutôt se projeter hors de l'écran et s'adresser directement au spectateur d'une manière quasi érotique[2]. »